# Пресједовац
Пресједовац је насељено мјесто у општини Калиновик, Република Српска, БиХ. Према попису становништва из 1991. у насељу је живјело 9 становника. Према попису становништва из 2013. у насељу није било становника.

## Географија
Пресједовац се налази на ободу висоравни Морине на надморској висини од око 1060 метара.

## Становништво
| Националност | 1991. |
| Срби         | 9     |
| Укупно       |       |

| Демографија | Демографија | Демографија |
| Година      | Становника  | Становника  |
| ----------- | ----------- | ----------- |
| 1961.       | 151         |             |
| 1971.       | 116         |             |
| 1981.       | 28          |             |
| 1991.       | 9           |             |
| 2013.       | 0           |             |

## Знаменити Пресједовчани
- Милош Ковачевић, српски професор и лингвиста.